# Бертуэн, Жан
Жан Мари́ Ив Пьер Бертуэ́н (фр. Jean Marie Yves Pierre Berthoin; 12 января 1895, Анген-ле-Бен — 25 февраля 1979, Париж) — французский государственный служащий и политик, министр внутренних дел (1959).

## Биография
Родился 12 января 1895 года в Анген-ле-Бен, изучал право естественные науки в Гренобле. В Первую мировую войну находился на фронте, в 1919 году назначен секретарём кабинета генерального резидента в Тунисе, затем работал последовательно в супрефектурах Нерак, Марманд и Нарбон (с 1928 года), а в 1932 году назначен префектом департамента Тарн и Гаронна. В 1933—1936 годах занимал пост главы кабинета премьер-министра Альберта Сарро. В 1934 году возглавил национальную службу безопасности, занимая эту должность в момент убийства в Марселе короля Югославии Александра I и министра иностранных дел Франции Луи Барту.
В 1936 году перемещён на должность генерального инспектора государственной службы в Алжире. Вернувшись в метрополию, занимал должности префекта Марны и департамента Нижняя Сена, а затем — генерального секретаря Министерства внутренних дел. После капитуляции Франции подал в отставку в июле 1940 года и в период оккупации являлся генеральным казначеем департаментов Изер и Сена. С 1948 по 1974 год оставался бессменным сенатором от департамента Изер, представляя Радикальную партию, с 1952 по 1958 год являлся депутатом Европейской ассамблеи, в 1958—1959 годах — депутатом Европейского парламента, в 1961 году вошёл в Национальное бюро Радикальной партии и вернулся в Европарламент на период до 1974 года.
С 19 июня 1954 по 1 февраля 1956 года и с 1 июня 1958 по 8 января 1959 года являлся министром национального образования Франции. 6 января 1959 года подписал вместе с премьер-министром Шарлем де Голлем, вступившим в должность президента через два дня, постановление правительства № 59-57 о реформе школьного образования и распоряжение № 59-45 о введении обязательного шестилетнего обучения для всех детей.
8 января 1959 года получил портфель министра внутренних дел в правительстве Дебре, но 27 мая того же года ушёл в отставку.

## Семья
Жан Бертуэн — отец Жоржа Бертуэна (род. 1925), государственного служащего и дипломата, главы кабинета первого председателя Европейского объединения угля и стали Жана Монне.